# Sigmund Ruud
Sigmund Ruud, född 30 december 1907 i Kongsberg, död 7 april 1994 i Oslo, var en norsk backhoppare som tävlade för Kongsberg Idrettsforening.

## Karriär
Ruud var en av tre bröder Ruud - Birger och Asbjørn de andra - som tillhörde ett mycket aktivt skidmiljö i Kongsberg. Alla tre tävlade i världseliten i backhoppning under 1920- och 1930-talen. Ruud var med om att revolutionera hoppstilen. Han var bland de första som hoppade med en "knäck" i höftleden och lade överkroppen djärvt över skidorna. Det var början till den berömda “Kongsbergknekken” som bröderna Birger och Asbjørn senare utvecklade. Med sin nya aerodynamiska stil noterade Sigmund Ruud sig för flera backrekord. Bland annat hoppade han 86 meter i Villars-sur-Ollon i Schweiz 1933. 
Ruuds första mästerskap var de olympiska vinterspelen 1928 i Sankt Moritz, där han vann en silvermedalj efter landsmannen Alf Andersen och före den tjeckoslovakiska bronsmedaljören Rudolf Burkert. 
Hans största merit blev guldet vid VM 1929 i Zakopane. Han vann före landsmännen Kristian Johansson (sliver, 2,0 poäng efter Ruud) och Hans Kleppen (3,4 poäng efter). Vid VM 1930 på hemmaplan i Oslo slutade han på 3:e plats och fullbordade den norska trippeln där (5,9 poäng efter guldvinnaren Gunnar Andersen och 5,3 poäng efter Reidar Andersen). Den sista mästerskapsstarten blev i VM i Oberhof 1931 där han slutade på en sjätte plats. Broderen Birger Ruud vann tävlingen.
Under Olympiska vinterspelen 1936 tävlade Sigmund Ruud i alpin kombination. Han startade bara i störtloppstävlingen och fullföljde ej den totala tävlingen.
Sigmund Ruud vann första pris för seger i yngsta klass i Holmenkollen 926 och tilldelades Damenes pokal 1930. (Damenes pokal tilldelas idrottare som vid sidan av sportsliga prestationer också uppvisar särskild "sportsmanship". 1949 mottog Sigmund Ruud som den sista av bröderna Holmenkollenmedaljen. 
Sigmund Ruud utvecklade inte bara hoppstilen. Han hade stor betydning för backhoppningen i Kongsberg och i hela landet. Han var den ledande kraften bak Ruudshytta, träningsanläggningen Gamlegrendåsen i Kongsberg. Han var också grundläggaren av Hannibalbakken, i många år en av Norges mest kända backar. Han var också den som fick Norges Skiforbund att satsa mer på alpin skidsport, en bortglömd idrott i Norge. Sigmund Ruud avslutade sin idrottskarriär 1936.

## Senare karriär
Efter avslutad idrottskarriär drev Sigmund Ruud en sportaffär som bar hans namn i Kirkeveien i Oslo i många år. Han var med grundlägga Idrettslaget Koll fra Oslo. Han var ledare för idrottsföreningen från 1940 till 1944. Idrettslaget Koll har idag över 1.000 medlemmar.
Han var dessutom ledare för hoppkommittén i Internationella Skidförbundet (FIS) i sammanlagt 17 år.